# Politiezone Haspengouw
De PZ Haspengouw of Politiezone Haspengouw (zonenummer 5962) is een Belgische politiezone in de provincie Limburg, die op 1 januari 2025 is ontstaan uit de fusie van de gemeenten Borgloon, Heers en Wellen van de voormalige Politiezone Kanton Borgloon met de Politiezone Tongeren/Herstappe. De gemeenten Alken en Kortessem uit het voormalige PZ Kanton Borgloon sloten aan bij de Politiezone Limburg Regio Hoofdstad. Het hoofdcommissariaat van PZ Haspengouw ligt in Borgloon.